# (4191) Assesse
(4191) Assesse  est un astéroïde de la ceinture principale découvert le 22 mai 1980 à l'observatoire de La Silla par l'astronome belge Henri Debehogne. Sa désignation provisoire était 1980 KH.
Il doit son nom à la commune belge d'Assesse, située dans la province de Namur.